# 楊貽茜
楊貽茜（英語：Yi-Chien Yang，1981年11月27日—），筆名楊甯，當代小提琴樂手、華文作家與電影導演，臺灣高雄人。2006年首次創作長篇小說《純律》，即獲第六屆皇冠大眾小說獎百萬首獎、觀眾票選第一名；電影劇本作品多次獲得行政院新聞局優良劇本獎。《寶米恰恰》首部電影長片，改編自己創作的同名小說，是取材自身為雙胞胎(妹妹 : 楊琬茜)的真實成長經驗，於2012年6月15日台灣上映，獲得2012年第14屆台北電影獎最佳劇情長片、最佳編劇及最佳剪輯等獎項，隨後入圍第49屆金馬獎最佳新導演、最佳新演員、最佳原著劇本、最佳原創電影歌曲及最佳視覺效果五項大獎。

## 經歷

### 音樂
自小修習小提琴，畢業於高雄中學音樂班，2000年以弦樂組第一名之成績考入臺北藝術大學，師從宗緒嫻教授，室內樂師從蘇正途教授。2002年取得德國西柏林、科隆、慕尼黑三所音樂院入學許可，選擇國立慕尼黑高等音樂暨表演大學就讀，師事Prof. Gottfried Schneider，2005年獲NTSO室內樂大賽弦樂四重奏三獎，2006年獲德國學術交流協會DAAD年度優秀學生獎，2007年取得最高演奏文憑（等同博士學歷）。
旅德回台後，陸續參與長榮交響樂團、台灣絃樂團等樂團之演出；2008年、2009年參與胡乃元舉辦之Taiwan Connection音樂節，於室內樂團中擔任小提琴手；數次於東吳大學進行室內樂之演出。

## 作品

### 電影
| 年份 | 劇名             | 擔任       | 合作演員               | 備註                                                                                           |
| 2009 | 《2+1》(短片)    | 導演、編劇 | 梁雲涵、謝叢至、陳冠廷 | 入選2009倫敦台灣電影節亞洲新星單元 入圍2009北京電影學院國際學生影視作品展 入圍2010第32屆金穗獎 |
| 2012 | 《寶米恰恰》     | 導演、編劇 | 黃姵嘉、姜康哲、歐陽倫 | 與王傳宗共同執導                                                                               |
| 2018 | 《鋼琴課》(短片) | 導演、編劇 | 趙文瑄、傅孟柏、程予希 |                                                                                                |
| 2022 | 《查無此心》     | 編劇       | 阮經天、張鈞甯         | 入圍2023年台北電影獎                                                                           |

### 電影劇本
- 青釋迦－獲2008年行政院新聞局優良劇本獎優等[7]
- 寶米恰恰－獲2010年行政院新聞局優良劇本獎佳作[8]

### 小說
- 純律（2006）－第六屆皇冠大眾小說獎百萬首獎作品
- 青釋迦（皇冠雜誌644期，2007）
- 寶米恰恰

## 外部連結
- 楊貽茜 （页面存档备份，存于）在IMDb上的簡介
- 皇冠大眾小說獎純律作品介紹 （页面存档备份，存于）